# Asunción Ocotlán (kommun)
Asunción Ocotlán är en kommun i Mexiko.   Den ligger i delstaten Oaxaca, i den sydöstra delen av landet, 400 km sydost om huvudstaden Mexico City.
Följande samhällen finns i Asunción Ocotlán:
- Asunción Ocotlán